# Grote Duikertocht

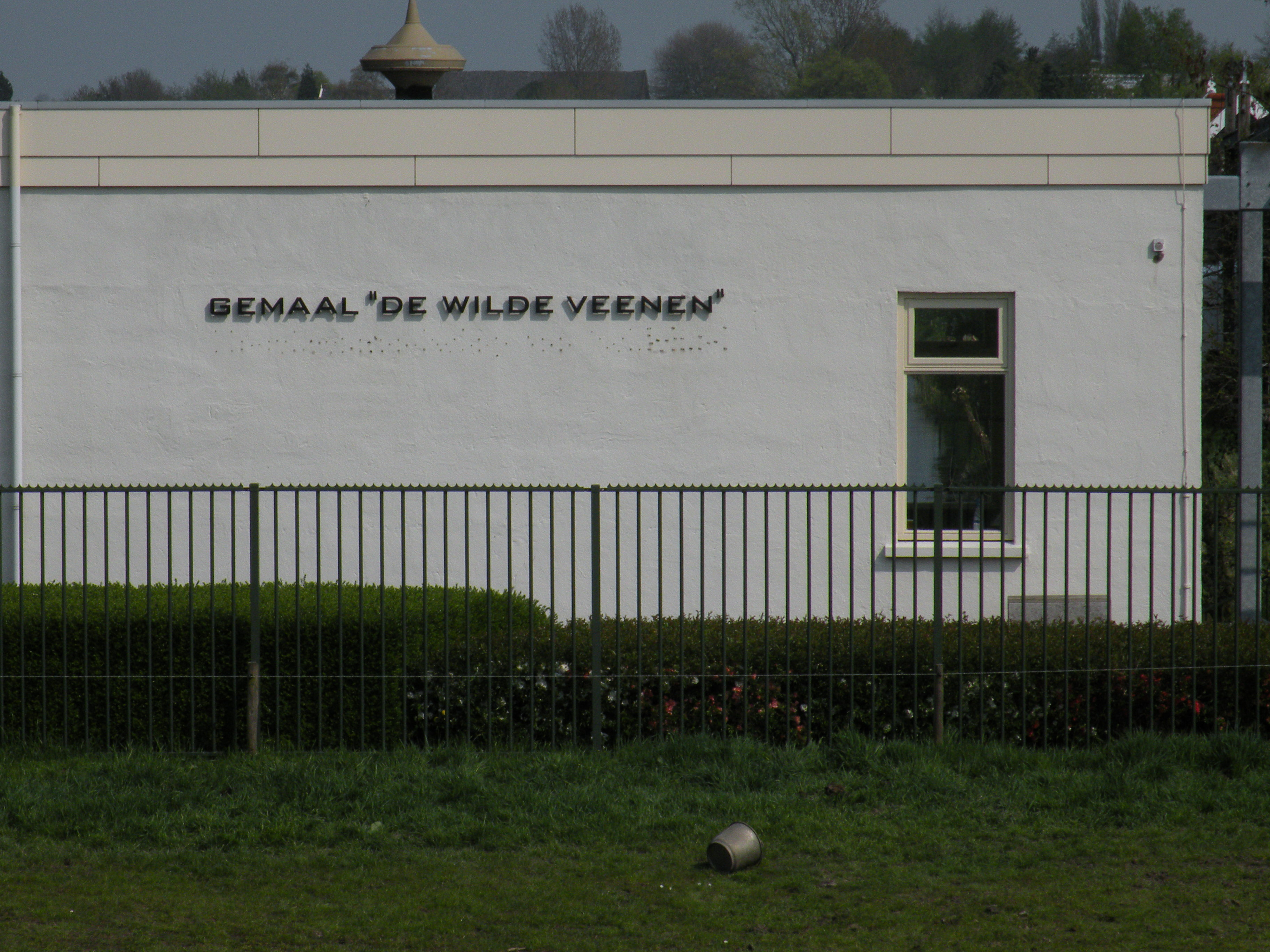
Gemaal "De Wilde Veenen"

De Grote Duikertocht is een watergang in de Wilde Veenenpolder te Moerkapelle. Hij loopt van Molen de Platluis tot het gemaal De Wilde Veenen. Deze watergang is met behulp van andere sloten ook verbonden met de andere zes Wilde Veense molens. 
Deze watergang werd vroeger gebruikt om de Wilde Veenen polder in te polderen. Dat ging als volgt: De Grote Duikertocht was via duikers met alle andere sloten in de polder verbonden (vandaar ook de naam Grote Duikertocht), Molen nummer 7 zorgde ervoor dat de watergang richting de Rotte stroomde, Daar werd het water door middel van de andere zes molens de Rotte ingepompt. Na de sloop van de molens werd deze functie door het gemaal de Wilde Veenen overgenomen.

## Kleine Duikertocht
Een andere watergang die dezelfde functie als de Grote Duikertocht was de Kleine Duikertocht. De Kleine Duikertocht lag noordelijker dan de Grote Duikertocht, deze watergang bestaat echter niet meer.

## Zie ook

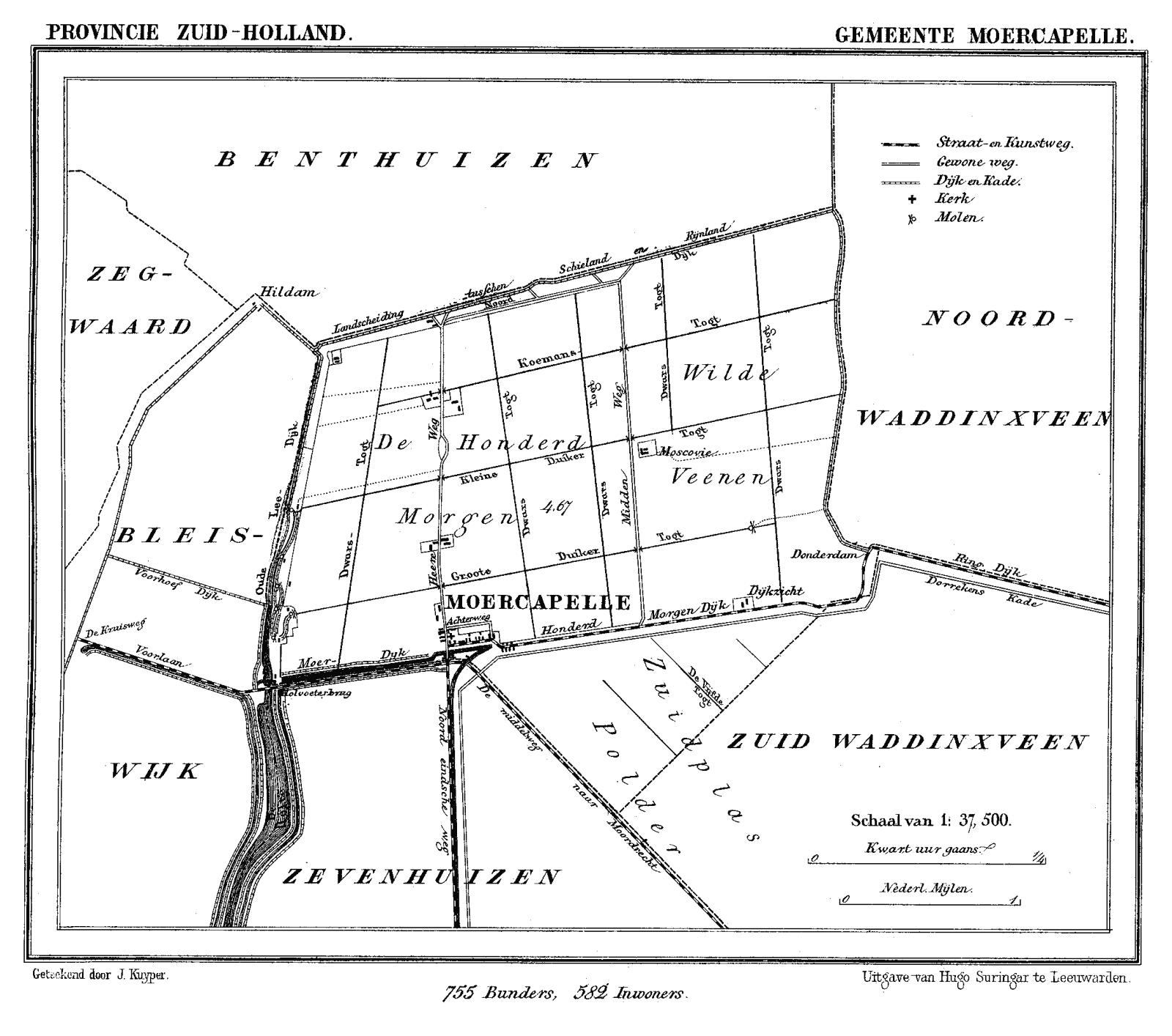
Een kaart met daarop aangegeven de Grote en Kleine Duikertocht.